# Ільягорт
Ілья́го́рт (рос. Ильягорт) — присілок у складі Шуришкарського району Ямало-Ненецького автономного округу Тюменської області, Росія. Входить до складу Азовського сільського поселення.
Населення — 8 осіб (2010, 7 у 2002).
Національний склад станом на 2002 рік: ханти — 100 %.